# Arcybiskupi Szkodry-Pultu
Arcybiskupi Szkodry-Pultu

## Archidiecezja Szkodry

### Biskupi ordynariusze
- 1832 - brak danych  abp Benigno Albertini
- 1853 - brak danych  abp Giovanni Topich, O.F.M.
- 1859–1866 Luigi Ciurcia, O.F.M.
- 1867–1886 abp Karl Pooten
- 1886–1910 abp Pasquale Guerini
- 1910–1921 abp Jak Sereggi
- 1921–1935 abp Lazër Mjeda
- 1936–1946 abp Gasper Thaçi
- 1946–1952 wakat
- 1952–1979 bp Ernesto Çoba, administrator apostolski
- 1992–1997 abp Frano Ilia
- 1992–2005 abp Angelo Massafra, O.F.M.

### Biskupi pomocniczy
- 1858–1859 bp Luigi Ciurcia, O.F.M., koadiutor
- 1904–1909 bp Lazër Mjeda, koadiutor
- 1952–1979 bp Ernesto Çoba
- 1992–2004 bp Zef Simoni

## Diecezja Pultu

### Biskupi ordynariusze
- 1847–1858 bp Paolo Dodmassei
- 1858–1860 bp Pasquale Vuicic, O.F.M.
- 1860–1864 bp Dario Bucciarelli, O.F.M.
- 1864–1869 bp Paolo Beriscia
- 1870–1887 bp Alberto Cracchi, O.F.M.
- 1889–1890 bp Lorenzo Petris de Dolammare
- 1890–1911 bp Nicola Marconi, O.F.M.
- 1911–1956 bp Bernardin Shllaku, O.F.M.
- 1956–1980 bp Antonin Fishta, O.F.M., administrator apostolski
- 1992–1998 bp Robert Ashta, O.F.M.

### Biskupi pomocniczy
- 1847–1858 bp Paolo Dodmassei
- 1858–1860 bp Pasquale Vuicic, O.F.M.
- 1860–1864 bp Dario Bucciarelli, O.F.M.
- 1870–1870 bp Alberto Cracchi, O.F.M.
- 1910–1911 bp Bernardin Shllaku, O.F.M., koadiutor
- 1956–1980 bp Antonin Fishta, O.F.M., administrator apostolski

## Archidiecezja Szkodry-Pultu

### Biskupi ordynariusze
- 2005–2025 abp Angelo Massafra, O.F.M.
- od 2025 abp Giovanni Peragine, B.